# معركة كامبرداون
معركة كامبرداون (المعروفة بالهولندية باسم زيسلاخ بي كامبردين) هي عملية بحرية كبيرة وقعت في 11 أكتوبر عام 1797 بين أسطول بحر الشمال البريطاني بقيادة الأدميرال آدم دنكان وأسطول البحرية الباتافية (الهولندي) تحت قيادة نائب الأدميرال يان دي وينتر. وكانت المعركة الأهم بين القوات البريطانية والهولندية خلال حروب الثورة الفرنسية وأسفرت عن انتصار كامل للبريطانيين الذين استولوا على إحدى عشرة سفينة هولندية دون أن يخسروا أيًا من سفنهم. جرى اجتياح الجمهورية الهولندية في عام 1795 من قبل جيش الجمهورية الفرنسية وجرى تحويلها إلى الجمهورية الباتافية، وهي دولة فرنسية تابعة. وفي أوائل عام 1797 بعد أن عانى الأسطول الأطلسي الفرنسي من خسائر فادحة في حملة الشتاء الكارثية، أُمر الأسطول الهولندي بدعم الفرنسيين في بريست، ولكن ذلك لم يحدث قط. وفشل الحلفاء القاريون في الاستفادة من تمردات سبتهيد ونور التي شلت قوات القناة البريطانية وأساطيل بحر الشمال خلال ربيع عام 1797.
بحلول سبتمبر حوصر الأسطول الهولندي بقيادة دي وينتر داخل ميناءهم في تيسل بواسطة أسطول بحر الشمال البريطاني بقيادة دنكان. وفي بداية أكتوبر أُجبر دنكان على العودة إلى يارموث للحصول على الإمدادات واستغل دي وينتر الفرصة للقيام بغارة قصيرة في بحر الشمال. وعندما عاد الأسطول الهولندي إلى الساحل الهولندي في 11 أكتوبر، كان دنكان ينتظر، واعترض دي وينتر قبالة قرية كامبردين الساحلية. وهاجم خط المعركة الهولندي ليقسمه إلى مجموعتين ضعيفتين، ثم اقتحمت سفن دنكان المؤخرة والمقدمة واشتبكت لاحقًا مع الفرقاطات الهولندية المصطفة على الجانب الآخر. وانقسمت المعركة إلى مناوشات بقسمين، واحدة في الجنوب بمداراة اتجاه الريح، حيث تغلب البريطانيون الأكثر عددًا على العمق الهولندي، وواحدة في الشمال، في اتجاه الريح، حيث كان القتال أكثر توازنًا على السفن الرئيسية القتالية. وعندما حاول الأسطول الهولندي الوصول إلى المياه الضحلة في محاولة للهروب من الهجوم البريطاني، انضمت الفرقة البريطانية التي كانت بمداراة الريح إلى القتال في اتجاه الريح، وأجبرت في النهاية السفينة الهولندية فريهيد على الاستسلام مع عشر سفن أخرى.
دفع فقدان سفينة القيادة السفن الهولندية الباقية إلى التفرق والتراجع، واستدعى دنكان السفن البريطانية مع غنائمها لرحلة العودة إلى يارموث. وفي الطريق ضربت الأسطول سلسلة من العواصف وتحطمت سفينتان من الغنائم وكان لا بد من استعادة سفينة أخرى انجرفت قبل وصول البقية إلى بريطانيا. وكانت الخسائر في كلا الأسطولين فادحة، حيث اتبع الهولنديون الممارسة البريطانية المتمثلة في إطلاق النار على سفن العدو بدلًا من صواريهم وأشرعتهم، الأمر الذي تسبب بخسائر أكبر بين الأطقم البريطانية مما اعتادوا عليه ضد القوات البحرية القارية. لم يعد الأسطول الهولندي قوة قتالية مستقلة، وخسر عشر سفن وأكثر من 1100 رجل. وحين واجهت القوات البريطانية البحرية الهولندية مرة أخرى بعد ذلك بعامين في معركة فليتير، واجه البحارة الهولنديون قوة نيران بريطانية متفوقة كما في كامبرداون، وفي مواجهة التمرد المؤيد للأورانية، هجروا سفنهم واستسلموا بشكل جماعي.

## الخلفية
في شتاء 1794-1795، اجتاحت قوات الجمهورية الفرنسية الجمهورية الهولندية المجاورة خلال الحروب الثورية الفرنسية. ثم أعاد الفرنسيون تنظيم الدولة كدولة عميلة سميت الجمهورية الباتافية، وانضمت إلى فرنسا ضد الحلفاء في حرب التحالف الأول. كانت البحرية الهولندية من أهم الأصول الهولندية التي سيطر عليها الفرنسيون. وقدم الأسطول الهولندي تعزيزًا كبيرًا للقوات الفرنسية في مياه شمال أوروبا، والتي كانت تتمركز أساسًا في بريست على المحيط الأطلسي والتي كان خصمها الرئيسي هو أسطول قناة البحرية الملكية. دفع موقع المرسى الرئيسي للأسطول الهولندي في المياه قبالة تيسل إلى إعادة تنظيم توزيع السفن الحربية البريطانية في مياه شمال أوروبا، مع التركيز الجديد على أهمية بحر الشمال. ومع معاناة البحرية من نقص حاد في الرجال والمعدات ومع مسارح الحرب الأخرى التي تعتبر أكثر أهمية، جرى تنشيط السفن الصغيرة والقديمة وسيئة الصيانة من الاحتياط ومقرها في الموانئ في شرق أنجليا، ولا سيما ميناء يارموث، تحت قيادة الأدميرال آدم دنكان. كان دنكان البالغ من العمر 65 عامًا من قدامى المحاربين في حرب الخلافة النمساوية (1740-1748)، وحرب السنوات السبع (1756-1763) والحرب الثورية الأمريكية (1775-1783)، وقاتل في العديد من المعارك بامتياز ونجاح. وكان طوله 6'4 أقدام (1،93 م) فعُرف أيضًا بقوته الجسدية وحجمه: وصفه أحد المعاصرين بأنه «عملاق تقريبًا».
عانت البحرية الفرنسية من سلسلة من الهزائم من جانب واحد في السنوات الأولى من الحرب، وتكبدت خسائر فادحة في الأول من يونيو عام 1794 وأثناء حملة كروازير دو غراند إيفر في يناير التالي. وفي أواخر عام 1796 بعد مطالبة من ممثلي جمعية الأيرلنديين المتحدين (وهي جمعية مكرسة لإنهاء الحكم البريطاني لمملكة أيرلندا) أطلق الأسطول الأطلسي الفرنسي محاولة واسعة النطاق لغزو أيرلندا، والمعروفة باسم البعثة الفرنسية إلى أيرلندا. وانتهى هذا أيضًا بكارثة، إذ فقد الأسطول اثنتي عشرة سفينة وغرق آلاف الرجال في رياح الشتاء العاتية. وأحبطت طموحاتهم، وتحول ممثلو الأيرلنديون المتحدون، بقيادة وولف تون، إلى الدولة الباتافية الجديدة للحصول على الدعم ووعدوا بالمساعدة في العام المقبل من قبل أسطول فرنسي وهولندي موحد. وجرت صياغة خطة لدمج الأسطولين الفرنسي والهولندي ومهاجمة أيرلندا بشكل موحد في صيف عام 1797. وانضم تون إلى طاقم نائب الأدميرال يان دي وينتر على سفينة القيادة فريهيد في تيسل وجرى تجهيز 13500 جندي هولندي استعدادًا للعملية، وكان الأسطول ينتظر فقط أفضل لحظة للاستفادة من الرياح الشرقية واجتياح الحصار البريطاني ودخول القناة الإنجليزية.

### تمرد سبتهيد
بالنسبة للبحرية الملكية كانت السنوات الأولى من الحرب ناجحة، لكن الالتزام بصراع عالمي خلق ضغطًا شديدًا على المعدات والرجال والموارد المالية المتاحة. وتوسعت القوات البحرية من 134 سفينة في بداية الصراع عام 1793 إلى 633 بحلول عام 1797، وزاد عدد الأفراد من 45000 رجل إلى 120.000، وهو إنجاز كان ممكنًا فقط نتيجة للتجنيد الإجباري، عبر اختطاف المجرمين والمتسولين والمجندين غير الراغبين في الخدمة الإجبارية في البحر. ولم تزد الأجور منذ عام 1653، وعادة ما كانت تتأخر لأشهر، وكانت الحصص الغذائية قليلة، والإجازات على الشاطئ ممنوعة، كما كان التأديب قاسيًا. وكانت التوترات في الأسطول تتصاعد تدريجيًا منذ بداية الحرب، وفي فبراير عام 1797 أرسل بحارة مجهولون من أسطول القناة في سبتهيد رسائل إلى قائدهم السابق، لورد هاو، طالبين دعمه في تحسين ظروفهم. وجرى تجاهل القائمة عمدًا بناءً على تعليمات اللورد الأول للأميرالية اللورد سبنسر، وفي 16 أبريل، رد البحارة بتمرد سبتهيد: وهو إضراب سلمي إلى حد كبير بقيادة وفد من البحارة من كل سفينة مهمتها التفاوض مع السلطات وفرض الانضباط. ظل الأسطول في حالة جمود لمدة شهر، إلى أن تمكن اللورد هاو من التفاوض بشأن سلسلة من التحسينات في الظروف التي دفعت المضربين إلى العودة إلى الخدمة المنتظمة. وقد حقق التمرد كل أهدافه تقريبًا، مثل زيادة الرواتب، وعزل الضباط غير المحبوبين، وتحسين ظروف الرجال الذين يخدمون في أسطول القناة، وفي نهاية المطاف، تحسين ظروف الخدمة البحرية بأكملها.